# Heineken Cup 2001/02
Der Heineken Cup 2001/02 war die siebte Ausgabe des Heineken Cup (Vorläufer des European Rugby Champions Cup), dem wichtigsten europäischen Pokalwettbewerb im Rugby Union. Beteiligt waren 24 Mannschaften aus sechs Ländern. Das Finale fand am 25. Mai 2002 im Millennium Stadium in Cardiff statt. Pokalsieger wurden zum zweiten Mal in Folge die Leicester Tigers aus England, die im Finale die irische Mannschaft Munster Rugby schlugen.

## Modus
Die Teilnehmer wurden in sechs Gruppen mit je vier Mannschaften eingeteilt. Jede Mannschaft spielte je ein Heim- und ein Auswärtsspiel gegen die drei Gruppengegner. Für das Viertelfinale qualifizierten sich die sechs Gruppensieger und die zwei besten Gruppenzweiten.
Die Punkte wurden wie folgt verteilt:
- 2 Punkte für einen Sieg
- 1 Punkt für ein Unentschieden

## Gruppenphase
In Klammern: Rang in der Viertelfinal-Setzliste

### Gruppe 1
|    | Team                  | Spiele | Siege | Unent. | Ndlg. | Spiel- punkte | Diff. | Tabellen- punkte |
| -- | --------------------- | ------ | ----- | ------ | ----- | ------------- | ----- | ---------------- |
| 1. | Leicester Tigers (4)  | 6      | 5     | 0      | 1     | 175:88        | + 87  | 10               |
| 2. | Llanelli RFC (8)      | 6      | 4     | 0      | 2     | 187:99        | + 88  | 8                |
| 3. | USA Perpignan         | 6      | 3     | 0      | 3     | 182:136       | + 46  | 6                |
| 4. | L’Amatori & Calvisano | 6      | 0     | 0      | 6     | 58:279        | - 221 | 0                |

| Datum              | Begegnung             | Ergebnis |
| ------------------ | --------------------- | -------- |
| 29. September 2001 | Leicester - Llanelli  | 12:9     |
| 29. September 2001 | Perpignan - Calvisano | 56:3     |
| 5. Oktober 2001    | Llanelli - Perpignan  | 20:6     |
| 7. Oktober 2001    | Calvisano - Leicester | 3:37     |
| 27. Oktober 2001   | Perpignan - Leicester | 30:31    |
| 28. Oktober 2001   | Calvisano - Llanelli  | 13:31    |

| Datum            | Begegnung             | Ergebnis |
| ---------------- | --------------------- | -------- |
| 3. November 2001 | Llanelli - Calvisano  | 93:14    |
| 3. November 2001 | Leicester - Perpignan | 54:15    |
| 4. Januar 2002   | Perpignan - Llanelli  | 42:10    |
| 5. Januar 2002   | Leicester - Calvisano | 29:7     |
| 12. Januar 2002  | Calvisano - Perpignan | 18:33    |
| 12. Januar 2002  | Llanelli - Leicester  | 24:12    |

### Gruppe 2
|    | Team                   | Spiele | Siege | Unent. | Ndlg. | Spiel- punkte | Diff. | Tabellen- punkte |
| -- | ---------------------- | ------ | ----- | ------ | ----- | ------------- | ----- | ---------------- |
| 1. | Stade Français (2)     | 6      | 5     | 0      | 1     | 213:64        | + 149 | 10               |
| 2. | Ulster Rugby           | 6      | 4     | 0      | 2     | 196:142       | + 54  | 8                |
| 3. | London Wasps           | 6      | 2     | 0      | 4     | 120:186       | - 66  | 4                |
| 4. | Benetton Rugby Treviso | 6      | 1     | 0      | 5     | 102:239       | - 137 | 2                |

| Datum              | Begegnung        | Ergebnis |
| ------------------ | ---------------- | -------- |
| 29. September 2001 | Treviso - Ulster | 28:33    |
| 30. September 2001 | Wasps - Stade    | 19:25    |
| 6. Oktober 2001    | Ulster - Wasps   | 42:19    |
| 6. Oktober 2001    | Stade - Treviso  | 42:9     |
| 27. Oktober 2001   | Stade - Ulster   | 40:11    |
| 28. Oktober 2001   | Wasps - Treviso  | 29:24    |

| Datum            | Begegnung             | Ergebnis |
| ---------------- | --------------------- | -------- |
| 2. November 2001 | Ulster - Stade        | 19:16    |
| 3. November 2001 | Treviso - Wasps       | 32:17    |
| 5. Januar 2002   | Treviso - Stade       | 6:59     |
| 6. Januar 2002   | Wasps - Ulster        | 36:32    |
| 11. Januar 2002  | Calvisano - Perpignan | 18:33    |
| 12. Januar 2002  | Stade - Wasps         | 31:0     |

### Gruppe 3
|    | Team               | Spiele | Siege | Unent. | Ndlg. | Spiel- punkte | Diff. | Tabellen- punkte |
| -- | ------------------ | ------ | ----- | ------ | ----- | ------------- | ----- | ---------------- |
| 1. | Bath Rugby (1)     | 6      | 6     | 0      | 0     | 161:56        | + 105 | 12               |
| 2. | Biarritz Olympique | 6      | 2     | 1      | 3     | 104:95        | + 9   | 5                |
| 3. | Swansea RFC        | 6      | 2     | 0      | 4     | 92:142        | - 50  | 4                |
| 4. | Edinburgh Reivers  | 6      | 1     | 1      | 4     | 82:146        | - 64  | 3                |

| Datum              | Begegnung            | Ergebnis |
| ------------------ | -------------------- | -------- |
| 29. September 2001 | Swansea - Edinburgh  | 21:16    |
| 29. September 2001 | Biarritz - Bath      | 6:14     |
| 5. Oktober 2001    | Edinburgh - Biarritz | 6:6      |
| 6. Oktober 2001    | Bath - Swansea       | 38:9     |
| 27. Oktober 2001   | Swansea - Biarritz   | 15:10    |
| 27. Oktober 2001   | Edinburgh - Bath     | 6:37     |

| Datum            | Begegnung            | Ergebnis |
| ---------------- | -------------------- | -------- |
| 3. November 2001 | Bath - Edinburgh     | 17:10    |
| 3. November 2001 | Biarritz - Swansea   | 24:15    |
| 5. Januar 2002   | Swansea - Bath       | 12:24    |
| 5. Januar 2002   | Biarritz - Edinburgh | 45:14    |
| 11. Januar 2002  | Edinburgh - Swansea  | 30:20    |
| 12. Januar 2002  | Bath - Biarritz      | 31:13    |

### Gruppe 4
|    | Team                  | Spiele | Siege | Unent. | Ndlg. | Spiel- punkte | Diff. | Tabellen- punkte |
| -- | --------------------- | ------ | ----- | ------ | ----- | ------------- | ----- | ---------------- |
| 1. | Castres Olympique (3) | 6      | 5     | 0      | 1     | 179:125       | + 54  | 10               |
| 2. | Munster Rugby (7)     | 6      | 5     | 0      | 1     | 172:87        | + 85  | 10               |
| 3. | Harlequins            | 6      | 2     | 0      | 4     | 119:187       | - 68  | 4                |
| 4. | Bridgend RFC          | 6      | 0     | 0      | 6     | 116:187       | - 71  | 0                |

| Datum              | Begegnung             | Ergebnis |
| ------------------ | --------------------- | -------- |
| 29. September 2001 | Munster - Castres     | 28:33    |
| 29. September 2001 | Bridgend - Harlequins | 24:30    |
| 6. Oktober 2001    | Harlequins - Munster  | 6:24     |
| 6. Oktober 2001    | Castres - Bridgend    | 35:23    |
| 26. Oktober 2001   | Bridgend - Munster    | 12:16    |
| 28. Oktober 2001   | Harlequins - Castres  | 17:39    |

| Datum            | Begegnung             | Ergebnis |
| ---------------- | --------------------- | -------- |
| 3. November 2001 | Munster - Bridgend    | 40:6     |
| 3. November 2001 | Castres - Harlequins  | 24:18    |
| 5. Januar 2002   | Munster - Harlequins  | 51:17    |
| 5. Januar 2002   | Bridgend - Castres    | 26:37    |
| 12. Januar 2002  | Castres - Munster     | 21:13    |
| 12. Januar 2002  | Harlequins - Bridgend | 29:25    |

### Gruppe 5
|    | Team                   | Spiele | Siege | Unent. | Ndlg. | Spiel- punkte | Diff. | Tabellen- punkte |
| -- | ---------------------- | ------ | ----- | ------ | ----- | ------------- | ----- | ---------------- |
| 1. | AS Montferrandaise (6) | 6      | 4     | 1      | 1     | 191:100       | + 91  | 9                |
| 2. | Cardiff RFC            | 6      | 3     | 0      | 3     | 154:154       | + 85  | 0                |
| 3. | Glasgow Caledonians    | 6      | 2     | 1      | 3     | 126:198       | - 72  | 5                |
| 4. | Northampton Saints     | 6      | 2     | 0      | 4     | 132:151       | - 19  | 4                |

| Datum              | Begegnung                 | Ergebnis |
| ------------------ | ------------------------- | -------- |
| 28. September 2001 | Cardiff - Northampton     | 25:17    |
| 28. September 2001 | Glasgow - Montferrand     | 19:19    |
| 6. Oktober 2001    | Montferrand - Cardiff     | 37:10    |
| 7. Oktober 2001    | Northampton - Glasgow     | 30:9     |
| 27. Oktober 2001   | Cardiff - Glasgow         | 46:7     |
| 27. Oktober 2001   | Northampton - Montferrand | 15:21    |

| Datum            | Begegnung                 | Ergebnis |
| ---------------- | ------------------------- | -------- |
| 3. November 2001 | Montferrand - Northampton | 50:17    |
| 4. November 2001 | Glasgow - Cardiff         | 47:32    |
| 4. Januar 2002   | Glasgow - Northampton     | 31:27    |
| 5. Januar 2002   | Cardiff - Montferrand     | 26:20    |
| 12. Januar 2002  | Northampton - Cardiff     | 26:15    |
| 13. Januar 2002  | Montferrand - Glasgow     | 44:13    |

### Gruppe 6
|    | Team               | Spiele | Siege | Unent. | Ndlg. | Spiel- punkte | Diff. | Tabellen- punkte |
| -- | ------------------ | ------ | ----- | ------ | ----- | ------------- | ----- | ---------------- |
| 1. | Leinster Rugby (5) | 6      | 5     | 0      | 1     | 139:104       | + 35  | 10               |
| 2. | Newport RFC        | 6      | 3     | 0      | 3     | 151:146       | + 5   | 6                |
| 3. | Stade Toulousain   | 6      | 3     | 0      | 3     | 158:141       | + 17  | 6                |
| 4. | Newcastle Falcons  | 6      | 1     | 0      | 5     | 117:174       | - 57  | 2                |

| Datum              | Begegnung            | Ergebnis |
| ------------------ | -------------------- | -------- |
| 28. September 2001 | Leinster - Toulouse  | 40:10    |
| 29. September 2001 | Newcastle - Newport  | 21:34    |
| 5. Oktober 2001    | Leinster - Newcastle | 28:9     |
| 6. Oktober 2001    | Newport - Toulouse   | 21:20    |
| 26. Oktober 2001   | Leinster - Newport   | 21:6     |
| 28. Oktober 2001   | Toulouse - Newcastle | 33:13    |

| Datum            | Begegnung            | Ergebnis |
| ---------------- | -------------------- | -------- |
| 2. November 2001 | Newport - Leinster   | 21:26    |
| 3. November 2001 | Newcastle - Toulouse | 42:9     |
| 5. Januar 2002   | Toulouse - Newport   | 36:23    |
| 6. Januar 2002   | Newcastle - Leinster | 15:17    |
| 11. Januar 2002  | Newport - Newcastle  | 53:17    |
| 13. Januar 2002  | Toulouse - Leinster  | 43:7     |

## Viertelfinale
| 26. Januar 2002 14:45 Uhr | Castres Olympique                                                                    | 22 : 21 | AS Montferrandaise        | Stade Pierre-Antoine, Castres Zuschauer: 9.500 Schiedsrichter: Chris White (England) |
| 26. Januar 2002 14:45 Uhr | Versuche: Froment Erhöhungen: Teulet Straftritte: Teulet (4) Dropgoals: Townsend (1) | Bericht | Straftritte: Merceron (7) | Stade Pierre-Antoine, Castres Zuschauer: 9.500 Schiedsrichter: Chris White (England) |

| 26. Januar 2002 15:00 Uhr | Bath Rugby                                                        | 10 : 27 | Llanelli RFC                                | Recreation Ground, Bath Zuschauer: 8.200 Schiedsrichter: Alan Lewis (Irland) |
| 26. Januar 2002 15:00 Uhr | Versuche: Thomas Erhöhungen: Barkley (1) Straftritte: Barkley (1) | Bericht | Straftritte: Jones (8) Dropgoals: Jones (1) | Recreation Ground, Bath Zuschauer: 8.200 Schiedsrichter: Alan Lewis (Irland) |

| 26. Januar 2002 16:15 Uhr | Stade Français                               | 14 : 16 | Munster Rugby                                                                         | Stade Jean-Bouin, Paris Zuschauer: 12.000 Schiedsrichter: Nigel Whitehouse (Wales) |
| 26. Januar 2002 16:15 Uhr | Versuche: Juillet Straftritte: Domínguez (3) | Bericht | Versuche: Horgan Erhöhungen: O’Gara (1) Straftritte: O’Gara (2) Dropgoals: O’Gara (1) | Stade Jean-Bouin, Paris Zuschauer: 12.000 Schiedsrichter: Nigel Whitehouse (Wales) |

| 27. Januar 2002 15:00 Uhr | Leicester Tigers                                                 | 29 : 18 | Leinster Rugby                                                            | Welford Road Stadium, Leicester Zuschauer: 16.249 Schiedsrichter: Joël Jutge (Frankreich) |
| 27. Januar 2002 15:00 Uhr | Versuche: Back (2), Healey, Lloyd, Murphy Erhöhungen: Murphy (2) | Bericht | Versuche: Hickie, Willis Erhöhungen: Spooner (1) Straftritte: Spooner (2) | Welford Road Stadium, Leicester Zuschauer: 16.249 Schiedsrichter: Joël Jutge (Frankreich) |

## Halbfinale
| 27. April 2002 15:00 Uhr | Castres Olympique                           | 17 : 25 | Munster Rugby                                                  | Stade de la Méditerranée, Béziers Zuschauer: 20.400 Schiedsrichter: Chris White (England) |
| 27. April 2002 15:00 Uhr | Versuche: Longstaff Straftritte: Teulet (4) | Bericht | Versuche: Kelly Erhöhungen: O’Gara (1) Straftritte: O’Gara (6) | Stade de la Méditerranée, Béziers Zuschauer: 20.400 Schiedsrichter: Chris White (England) |

| 28. April 2002 15:00 Uhr | Leicester Tigers                                                   | 13 : 12 | Llanelli RFC           | City Ground, Nottingham Zuschauer: 29.849 Schiedsrichter: David McHugh (Irland) |
| 28. April 2002 15:00 Uhr | Versuche: Ellis Erhöhungen: Stimpson (1) Straftritte: Stimpson (2) | Bericht | Straftritte: Jones (4) | City Ground, Nottingham Zuschauer: 29.849 Schiedsrichter: David McHugh (Irland) |

## Finale
| 25. Mai 2002 15:00 Uhr | Leicester Tigers                                                                                   | 15 : 9        | Munster Rugby                        | Millennium Stadium, Cardiff Zuschauer: 74.600 Schiedsrichter: Joël Jutge (Frankreich) |
| 25. Mai 2002 15:00 Uhr | Versuche: Murphy 26. n.erh. Healey 59. erh. Erhöhungen: Stimpson (1) Straftritte: Stimpson (1) 70. | (5:6) Bericht | Straftritte: O’Gara (3) 7., 20., 49. | Millennium Stadium, Cardiff Zuschauer: 74.600 Schiedsrichter: Joël Jutge (Frankreich) |